# Zvonimir Serdarušić

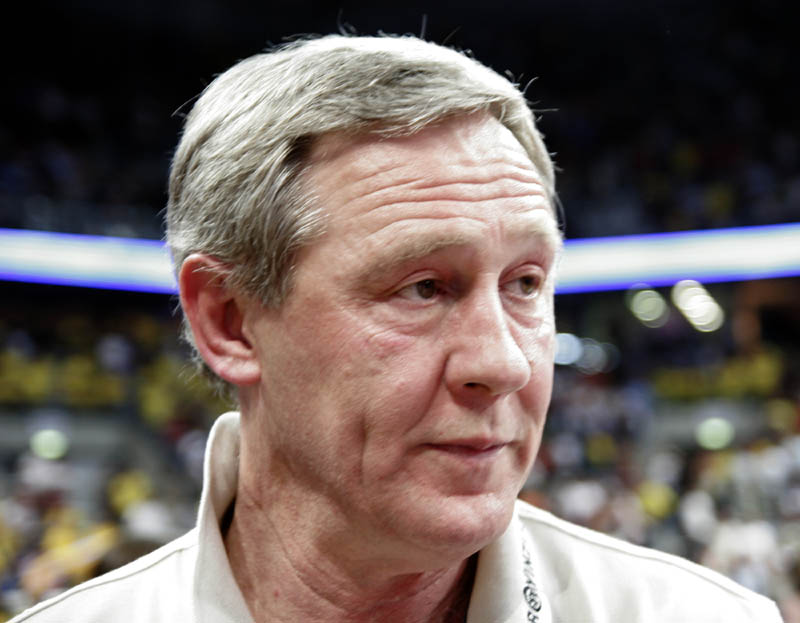
Zvonimir Serdarušić

Zvonimir Serdarušić (Mostar, 2 september 1950) is een voormalig Bosnisch-Kroatisch handballer. Hij speelde onder meer voor RK Bosna Sarajevo en RK Partizan Bjelovar, dat in de jaren zeventig van de twintigste eeuw een Europese topclub was.
Op de Olympische Spelen van 1976 in Montreal eindigde hij op de vijfde plaats met Joegoslavië. Serdarušić speelde zes wedstrijden en scoorde zeventien doelpunten.
Na zijn spelerscarrière werd 'Noka' Serdarušić een succesvol handbaltrainer, o.a. bij Paris Saint Germain. Als trainer van het Duitse THW Kiel werden hij en manager Uwe Schwenker ervan verdacht de scheidsrechters omgekocht te hebben in tien officiële wedstrijden, waaronder in de Champions League.

## Spelerscarrière
- ?–1970 : RK Velež Mostar
- 1970–1973 : RK Bosna Sarajevo
- 1973–1980 : Partizan Bjelovar
- 1980–1981 : THW Kiel
- 1981–1984 : Reinickendorfer Füchse

## Trainerscarrière
- 1984-1986 : Velež Mostar
- 1986-1989 : Mehanika Metković
- 1989-1990 : VfL Bad Schwartau
- 1990-1993 : SG Flensburg-Handewitt
- 1993-2008 :  THW Kiel
- 2009- : nationale ploeg Slovenië

Abaz Arslanagić · Vlado Bojović · Hrvoje Horvat · Milorad Karalić · Radivoj Krivokapić · Zdravko Miljak · Željko Nimš · Radisav Pavićević · Branislav Pokrajac · Nebojša Popović · Zdravko Rađenović · Zvonimir Serdarušić · Predrag Timko · Zdenko Zorko